# Krylbosmällen
Krylbosmällen var en explosion som skedde klockan 05:20 den 19 juli 1941. Ett tyskt tåg lastat med ammunition, med destination Torneå i Finland, exploderade i närheten av Krylbo järnvägsstation i Sverige. Explosionen, som började med brand i vagnarna, var omfattande och 24 personer skadades men ingen människa dödades tack vare att ett lokbiträde bogserade bort de brinnande vagnarna från stationsområdet innan de hann explodera. Dock krossades många fönster över hela orten. Flera kratrar uppstod och den största var 2,5 meter djup och 10 meter bred.
En ung officer från Dalregementet (Bror von Vegesack, som på 1960-talet blev regementschef) ledde saneringsarbetet för att omhänderta oexploderad ammunition som låg utspridd. Först dumpades ammunition i Dalälven, från den närbelägna järnvägsbron, och senare i Bysjön, ungefär två mil öster om Krylbo. Ammunitionen ligger kvar på Dalälvens respektive Bysjöns botten. Ammunition och delar från järnvägsvagnarna hittades senare flera kilometer från Krylbo station.
Det har aldrig klarlagts varför vagnarna exploderade. Vissa tror att det var ett sabotage av brittiska agenter, men det finns inga bevis för detta. Enligt den teorin skulle brittiska Special Operations Executive, SOE, ha varit ansvarigt för sprängningen. SOE hade sin svenska avdelning baserad på brittiska legationen, med biträdande militärattachén Malcolm Munthe som chef. Denne utvisades ur Sverige dagen därpå. Den utredning som gjordes 1941 samt flera senare rapporter pekar dock mot att det var en olyckshändelse, med varmgång i ett hjullager alternativt gnistbildning vid bromsning som i sin tur orsakade en brand i de krutsäckar som transporterades. Den utredning som gjordes efter explosionen blev helt offentlig först år 2011, 70 år efter händelsen.

## Galleri

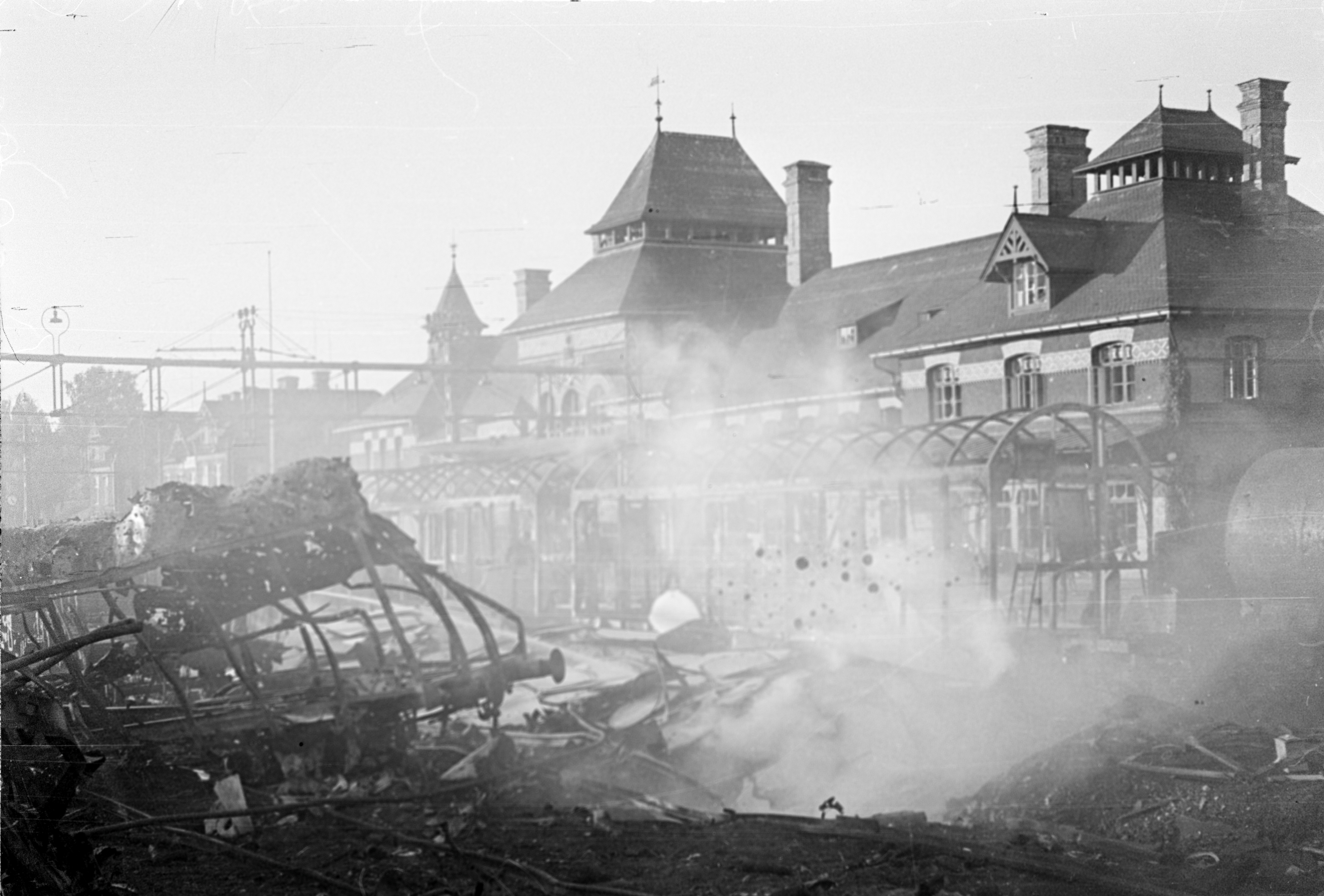
Olycksplatsen, Krylbo stationshus i bakgrunden
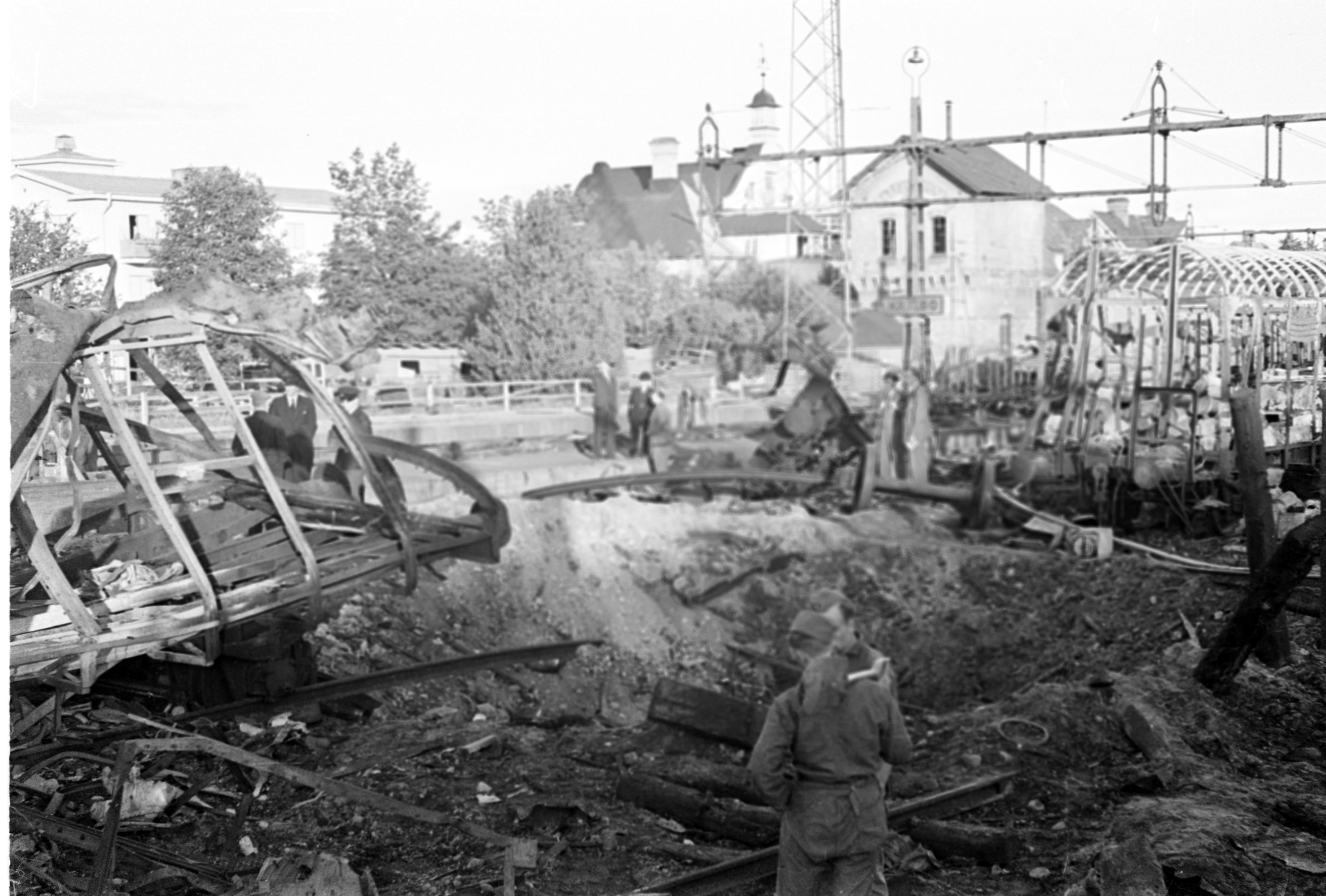
Olycksplatsen, Krylbo stationshus i bakgrunden
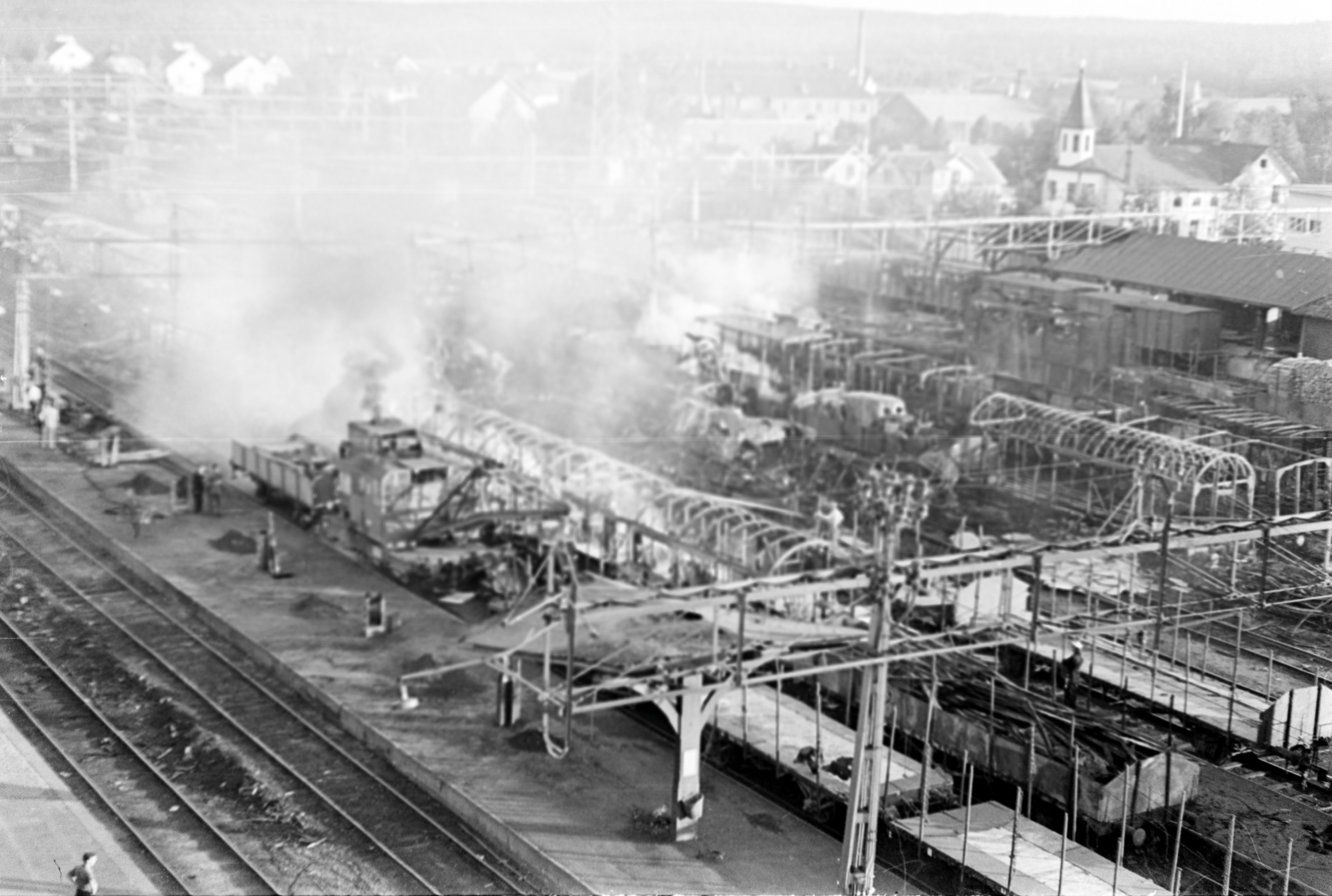
Släckning pågår